# Bahus-Soubiran
Bahus-Soubiran je naselje in občina v francoskem departmaju Landes regije Akvitanije. Naselje je leta 2009 imelo 361 prebivalcev.

## Geografija
Kraj leži v pokrajini Gaskonji ob reki Bahus, 29 km jugovzhodno od Mont-de-Marsana in 50 km severno od Pauja.

## Uprava
Občina Bahus-Soubiran skupaj s sosednjimi občinami Aire-sur-l'Adour, Buanes, Classun, Duhort-Bachen, Eugénie-les-Bains, Latrille, Renung, Saint-Agnet, Saint-Loubouer, Sarron in Vielle-Tursan sestavlja kanton Aire-sur-l'Adour s sedežem v Airu. Kanton je sestavni del okrožja Mont-de-Marsan.

## Zanimivosti
- cerkev sv. Janeza Krstnika;